# 安东尼奥阿尔梅达
安东尼奥阿尔梅达（葡萄牙語：Antônio Almeida）是巴西皮奥伊州的一个市镇。总面积652.732平方公里，总人口3140人，人口密度4.8人/平方公里。